# Высокая (Великоустюгский район)
Высокая — деревня в Великоустюгском районе Вологодской области.
Входит в состав Покровского сельского поселения, с точки зрения административно-территориального деления — в Покровский сельсовет.
Расстояние по автодороге до районного центра Великого Устюга — 38 км, до центра муниципального образования Ильинского — 8 км.
По переписи 2002 года население — 2 человека.